# Drumlin

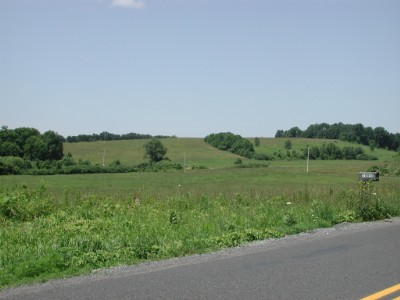
Drumlin a Cato, Nova York.

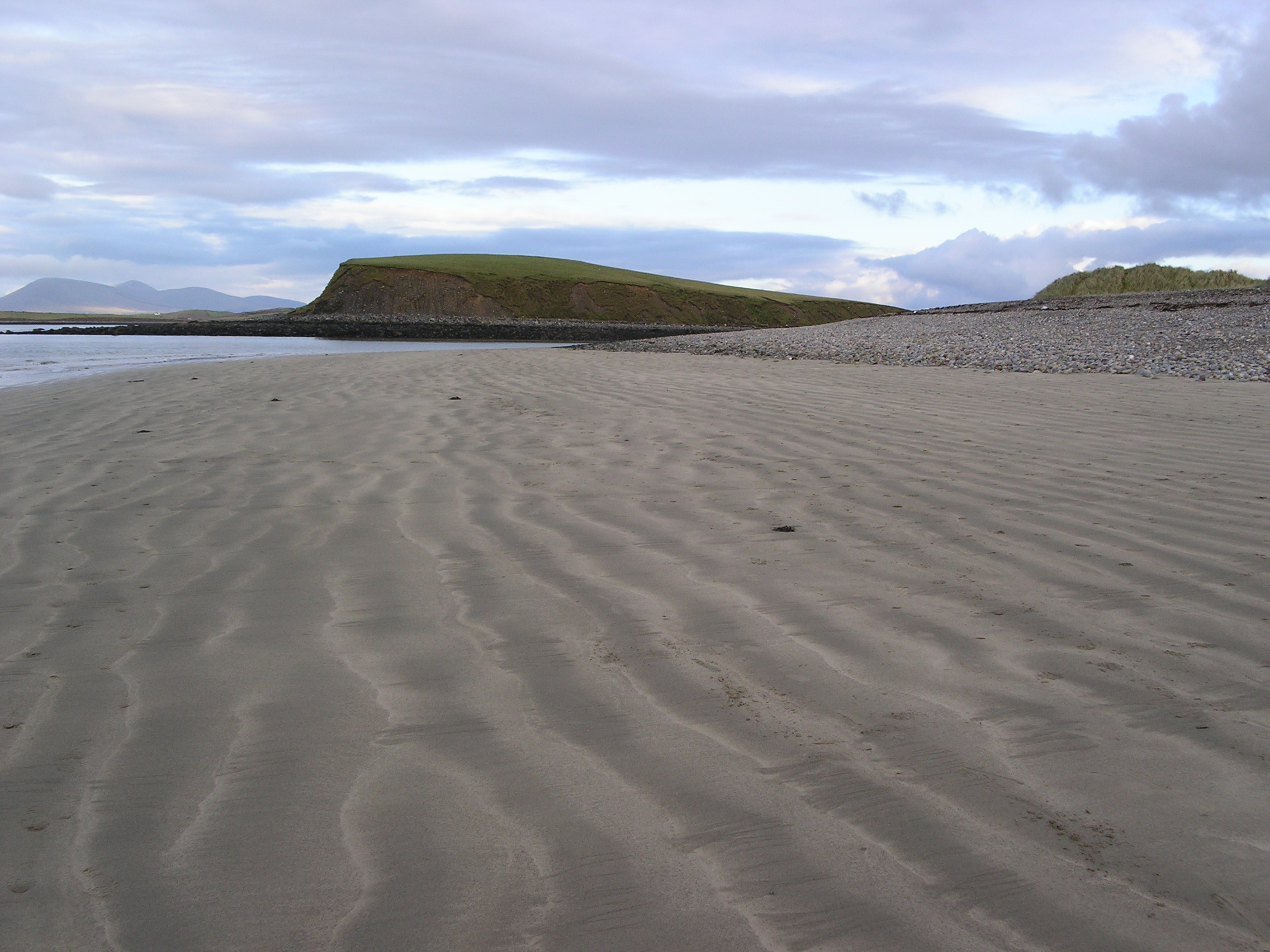
Drumlin a Clew Bay, Irlanda.

Les diferents formacions glacials.

Perfil i planta d'un drumlin.

Un drumlin (derivat de la paraula gaèlica druimnín (diminutiu de druimne), turó allargat i prim, registrada des del 1833) és una forma de relleu d'origen glacial, consistent en un pujol de vessants llisos, de forma aerodinàmica, format sovint sota una glacera en moviment. La seva forma, amb un extrem més afilat que un altre, és el resultat del desplaçament del gel. Els drumlins es troben sovint en conjunts i normalment estan formats per acumulació de sediments glacials com tills i morrenes.

## Característiques

### Forma i disposició
Els drumlins són fenòmens geomorfològics d'origen glacial, amb forma de turons allargats, afusats o parabòlics, simètrics respecte a l'eix longitudinal i asimètrics respecte al transversal. La seva mida oscil·la entre 1 i 2 km de llargada, 15 i 30 m d'alçada i 400 i 600 m d'amplada.
Es formen als marges dels sistemes glacials, i també de vegades a l'interior de casquets o indlandsis, en les zones d'aquests que presenten un moviment més marcat. La seva forma i orientació registra la direcció de moviment del gel. Generalment es troben en conjunts anomenats camps de drumlins, on estan disposats en paral·lel o en forma de ventall, reflectint el moviment del gel. Estan orientats amb l'eix longitudinal paral·lel al desplaçament de la glacera, l'extrem més costerut mirant cap a la banda per on arribava el gel i l'extrem afuat de la banda on aquest marxava. La seva forma, particularment la seva elongació, sembla tenir relació amb la velocitat del gel i amb la resistència del nucli del drumlin.

### Formació
Estan compostos principalment de sediments glacials, però se’n troben també amb un nucli de roca mare dura (per exemple granits, basalts o calcàries dures) o formats gairebé exclusivament per aquesta. Els geòlegs han proposat diverses teories sobre el seu origen. Tradicionalment s'han vist com un fenomen exclusivament deposicional de sediments arrossegats per la glacera. Tanmateix, actualment sembla clar que formen un continu amb els craigs, clàssicament interpretats com a fenòmens exclusivament erosius. Realment, molts drumlins i craigs mostren senyals tant de deposició com d'erosió en diversos graus d'importància relativa. La formació dels drumlins és sovint un procés complex, ja que poden haver estat afectats per més d'un període de flux glaciar. Així, antics drumlins poden haver servit de nucli per a la deposició de nous materials o, a la inversa, haver patit erosió o deformació en un període posterior. També s'hi han observat capes laterals de sediment dipositades per l'aigua, que possiblement circulava en l'interior d'una cavitat a sota del glaciar.
Els camps de drumlins solen trobar-se associats a d'altres formes de modelat glaciar del relleu com valls túnel, eskers i exposició de la roca basal per erosió glacial.

## Exemples

### Europa
A Islàndia, el retrocés de la glacera Múlajökull, eixida de Hofsjökull, ha deixat recentment al descobert un grup de 50 drumlins, que serveix com a base per a una millor comprensió de la seva formació. La literatura documenta també extensos camps de drumlins a Groenlàndia; a Gran Bretanya: Anglaterra, Escòcia i Gal·les, i a Irlanda (comtats de Leitrim, Monaghan, Mayo i Cavanagh a l'Eire, i Fermanagh, Armagh i Down a Irlanda del Nord); al voltant del Bàltic: Finlàndia, Estònia (al comtat de Võru maa), Letònia, Polònia, Alemanya, Hindsholm (Dinamarca), Suècia; al peu dels Alps: Suïssa, i voltants del Llac de Constança. Clew Bay a Irlanda és un bon exemple d'un paisatge de ‘’drumlins negats", on els drumlins apareixen com illes en el mar.

### Amèrica del Nord
Es troben camps de drumlins a totes les províncies i territoris canadencs. Els més extensos del món es van formar sota la Placa de Gel Laurentina i es troben a Nunavut, en el Territoris del Nord-oest i en el nord de Saskastchewan, Manitoba, Ontario, i Quebec. Als Estats Units són comuns al nord de l'estat de Nova York, a la vall inferior del riu Connecticut, a l'est de Massachusetts, la regió de Monadnock a New Hampshire, a la Lower Peninsula (Michigan), a Minnesota,a Wisconsin i a la regió del Puget Sound (estat de Washington). La majoria dels que s'observen a Amèrica del Nord es van formar durant la glaciació Wisconsin. Les illes de Boston Harbor Islands National Recreation Area són drumlins que es van convertir en illes quan la fusió del gel de la glaciació va elevar el niell del mar.

### Àsia
Es troben drumlins a Tiksi, República de Saja, Rússia.

### Amèrica del Sud
A la Patagònia hi ha extensos camps de drumlins, per exemple prop de Punta Arenas, a Navarino i a l'Illa Gable al Canal de Beagle.

### Antàrtida
El 2007 es va observar que es formen drumlins sota una glacera de l'Antàrtida Occidental.

### Àfrica
El 2019 s'ha descrit un sistema de drumlins a Twyfelfontein (Namíbia), que s'ha datat a finals del Paleozoic.